# 30 de junho na Universíada de Verão de 2009

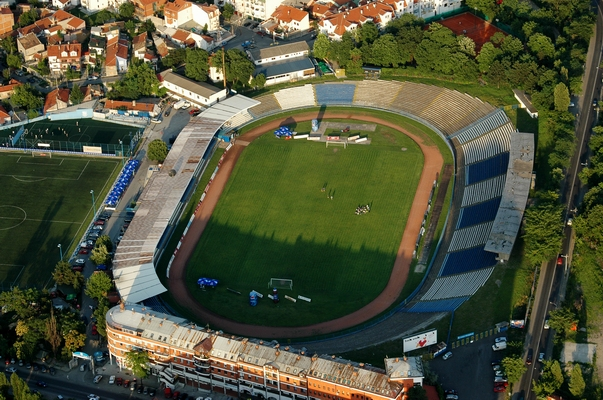
Estádio do OFK Beograd em Belgrado. Sede das partidas entre México e Grã-Bretanha e entre Sérvia e Gana, ambas pelo torneio masculino de futebol.

O dia 30 de junho de 2009 foi o dia anterior a abertura oficial da Universíada de Verão de 2009. Neste dia só foram disputadas partidas de futebol (masculino e feminino).

## Modalidades
- Futebol

## Destaques do dia

### Futebol

#### Torneio feminino - fase preliminar
A seleção sérvia universitária conquistou a primeira vitória em um partida contra o Canadá. A heroína foi Jovana Sretenovic que fez os dois da equipe sérvia (a equipe canadense marcou um gol). Assim como a equipe masculina, a equipe feminina brasileira também venceu (uma goleada de 7 a 1 sobre a África do Sul). Foram disputadas sete partidas com 34 gols (média de 4,86 gols por partida) e nenhuma partida terminou empatada. Os resultados do dia foram:
| Grupo A - SRB 2 : 1 CAN - CHN 3 : 0 POL Grupo B - GBR 10 : 0 EST | Grupo C - BRA 7 : 1 RSA - KOR 4 : 0 GER Grupo D - IRL 0 : 3 JPN - FRA 3 : 0 HUN |

#### Torneio masculino - fase preliminar
A partida de abertura do futebol foi entre as equipes masculinas de Brasil e Tailândia no Estádio do FK Srem Jakovo em Surčin. A vitória foi por 2 a 0, com gols de Francisco Ribeiro Jr. e João César Sales Jr. A vitória da seleção brasileira universitária já era esperada, uma vez que alguns jogadores atuam em ligas profissionais, segundo o treinador da equipe. Foram disputadas oito partidas com 19 gols (média de 2,38 gols por partida) e apenas uma partida terminou sem gols. Os resultados do dia foram:
| Grupo A - MEX 2 : 2 GBR - SRB 3 : 0 GHA Grupo B - UKR 0 : 0 MAR - CAN 1 : 3 CZE | Grupo C - ITA 0 : 2 KOR - URU 1 : 0 IRL Grupo D - THA 0 : 2 BRA - JPN 2 : 1 FRA |